# Kasper Schmeichel
Kasper Peter Schmeichel, danski nogometaš, * 5. november 1986, København, Danska.
Trenutno je vratar pri francoskem klubu Nice. Njegov oče je nekdanji nogometni vratar Peter Schmeichel.